# Port de la Conférence
Le port de la Conférence est une voie située dans le quartier des Champs-Élysées du 8e arrondissement de Paris, en France.

## Origine du nom
Cette voie tient son nom de son voisinage avec l'ancien quai de la Conférence et précédemment à la porte de la Conférence, dont le nom vient du fait que durant le siège de Paris par Henri IV, redevenu huguenot, les députés de la Ligue catholique utilisent cette sortie pour se rendre à Suresnes négocier avec les représentants du roi, le 19 avril 1593. À la suite de cette conférence, le monarque abjure définitivement le protestantisme, ce qui lui aurait fait dire « Paris vaut bien une messe ».

## Historique
Cette voie prend sa dénomination actuelle par un décret préfectoral du 18 juillet 1905.

## Bâtiments remarquables et lieux de mémoire
- Base de la Compagnie des bateaux-mouches.